# Futebol Clube de Arouca
El Futebol Clube de Arouca (pronunciat [ɐˈɾowkɐ]) és un club de futbol amb seu a Arouca, Àrea Metropolitana de Porto, Portugal. Fundat el 1951, el club juga a la Primeira Liga, celebrant els partits a casa a l'Estádio Municipal de Arouca, amb una capacitat de 5.000 seients.

## Història
Fundada el 25 de desembre de 1951, com a filial del FC Porto, l'Arouca va passar les primeres cinc dècades de la seva existència a les lligues regionals de l'Aveiro. En només dos anys (2006–08) va aconseguir arribar a la tercera divisió, sent entrenat pel presentador de televisió (RTP) Jorge Gabriel durant uns mesos durant aquest període.
L'Arouca va aconseguir el seu quart ascens en només set anys a finals de la temporada 2012-13, arribant a la Primeira Liga per primera vegada en la seva història. Posteriorment, el municipi d'Arouca va atorgar al club la Medalla al Mèrit d'Or per la seva consecució, i l'organització també va rebre mitjans econòmics addicionals per renovar i ampliar el seu estadi.
L'any 2015-16 amb Lito Vidigal, l'Arouca va acabar en el cinquè lloc de la lliga, el millor de la història, classificant-se per primera vegada a la UEFA Europa League. Després de vèncer l'Heracles Almelo dels Països Baixos per la regla de gols fora de casa, van perdre el play-off per 3-1 després de la pròrroga davant l'Olympiakos FC de Grècia. Un any després de la seva arribada a la màxima categoria, l'Arouca va baixar, i va acabar els seus quatre anys al màxim nivell.
Un període de dos anys a la segona divisió per a l'Arouca va acabar el maig del 2019 quan l'última jornada de la temporada va perdre davant l'UD Oliveirense i el Varzim SC va derrotar a l'Académica de Coimbra; això va acabar nou anys a les lligues professionals. La temporada 2019-20 es va veure truncada per la pandèmia de la COVID-19 i l'Arouca i el FC Vizela havien d'ascendir per la seva posició final; els competidors SC Olhanense van recórrer amb èxit davant el Tribunal d'Arbitratge Esportiu perquè se suspenguessin aquestes promocions.

## Palmarès
- Segona Divisió
  - 2009–10
- Tercera Divisió
  - 2007–08
- Lliga Regional de l'Aveiro
  - 2006–07, 2002–03